# Arp 328
Arp 328 ist eine interagierende Galaxiengruppe im Sternbild Bärenhüter, die schätzungsweise 575 Millionen Lichtjahre von der Milchstraße entfernt ist. Halton Arp gliederte seinen Katalog ungewöhnlicher Galaxien nach rein morphologischen Kriterien in Gruppen. Diese Galaxiengruppe gehört zu der Klasse Ketten von Galaxien.
| Bezeichnung | α J2000.0     | δ J2000.0    | Morphologischer Typ | mV   | Winkelausdehnung | Entfernung (Mio. Lj.) |
| ----------- | ------------- | ------------ | ------------------- | ---- | ---------------- | --------------------- |
| HCG 72A     | 14h 47m 53,4s | +19° 04′ 38″ | S0/AGN              | 16,1 | 0,5' × 0,1'      | 561                   |
| HCG 72B     | 14h 47m 54,9s | +19° 03′ 36″ | S0                  | 16,1 | 0,52' × 0,22'    | 554                   |
| HCG 72C     | 14h 47m 56,8s | +19° 02′ 42″ | E2                  | 16,1 | 0,6' × 0,2'      | 586                   |
| HCG 72D     | 14h 47m 55,6s | +19° 03′ 26″ | SB0                 | 16   | 0,2' × 0,2'      | 563                   |
| HCG 72E     | 14h 47m 55,2s | +19° 03′ 06″ | Scd                 | 18,6 | 0,25' × 0,25'    | 1076                  |
| HCG 72F     | 14h 47m 55,1s | +19° 02′ 51″ | S0                  | 18,6 | 0,3' × 0,2'      | 625                   |
| VV 165g     | 14h 47m 58,6s | +19° 02′ 29″ | S0                  |      | 0,3' × 0,3'      | 585                   |